# Stortjärnen (Idre socken, Dalarna, 686929-131947)
Stortjärnen är en sjö i Älvdalens kommun i Dalarna och ingår i Dalälvens huvudavrinningsområde.